# Hồ Thị Hạnh
Hồ Thị Hạnh (Việt Nam, 1905 - 1997, pháp danh: Diệu Không) là nhân vật có vai trò đặc biệt quan trọng trong nền Phật giáo Việt Nam thế kỷ XX. Ít ai biết, bà từng là một Quận chúa cao quý, sinh ra trong một gia đình được Hồ Chí Minh ví von là "gia đình đại tri thức".

## Tiểu sử
Sư bà Diệu Không, thế danh Hồ Thị Hạnh, húy thượng Trừng hạ Hảo, hiệu là Nhất Điểm Thanh, sinh năm 1905, quê làng An Truyền (Phú Vang, Thừa Thiên Huế), thế danh là Hồ Thị Hạnh, xuất thân trong một gia đình trâm anh thế phiệt, là con gái quan thượng thư Hồ Đắc Trung - đại thần triều Nguyễn và bà Châu Thị Ngọc Lương, em gái của các nhà trí thức lớn như: cử nhân Hán học Hồ Đắc Khải, luật gia Hồ Đắc Điềm, bác sĩ Hồ Đắc Di, dược sĩ Hồ Đắc Ân và Ân phi Hồ Thị Chỉ, tất cả đều có hiểu biết uyên bác, sâu rộng. Ngoài ra thời thơ ấu, bà cùng anh chị vô cùng thân thiết với nhân vật có tâm ảnh hưởng thời bấy giờ, Duy Tân hoàng đế.
Bà đã trải qua một cuộc hôn nhân bị cưỡng ép, chủ yếu để chăm nom 5 đứa con mồ côi mẹ của ông Cao Xuân Xang - con trai quan thượng thư bộ học Cao Xuân Dục. 

### Gia nhập và tầm ảnh hưởng với Phật giáo
Năm 1932, bà xuất gia nhập đạo với pháp tự Diệu Không, kể từ đó bà bắt đầu một cuộc đời tận hiến cho đạo pháp và dân tộc.
Các hoạt động của bà không chỉ trong việc tu học và hành đạo, mà rộng mở như một nhà hoạt động xã hội, nhà nghiên cứu văn hóa, giáo dục...
Bà là một trong những thành viên tích cực thành lập An Nam Phật Học Hội tại Huế vào năm 1932 - một tổ chức gắn liền với cuộc chấn hưng Phật giáo đầu thế kỷ 20 - cùng việc thành lập tạp chí Liên Hoa nổi tiếng một thời.
Bà cũng đã đi khắp miền Trung và miền Nam để hoằng pháp và thành lập nhiều ni viện - nơi tu hành của nữ tu sĩ. Bà cùng với nữ sử Đạm Phương thành lập Nữ Công Học Hội vào năm 1926 để dạy nghề cho phụ nữ.
Bà tham gia thành lập nhiều trường đại học Phật giáo và các trung tâm văn hóa Phật giáo như: Đại học Vạn Hạnh (Sài Gòn), Trung tâm văn hóa Phật giáo Liễu Quán (Huế), Học viện Phật giáo tại Huế.
Dù chỉ học xong trung học ở Trường nữ trung học Đồng Khánh, nhưng trình độ học vấn và Hán học của bà rất uyên thâm.
Bà đã dịch các bộ kinh luận của Phật giáo Đại thừa như: Lăng Già tâm ấn, Đại Trí Độ luận, Trung Quán luận lược giải...
"Xét trên mọi phương diện, ni trưởng là một tu sĩ có một không hai" là lời hai môn đệ của bà là Tâm Chơn - Tâm Hương trong một bài tham luận tại cuộc tọa đàm.

### Một tu sĩ yêu nước
Khi chế độ Ngô Đình Diệm đàn áp Phật giáo, bà đã xin tự nguyện tự thiêu để bảo vệ chánh pháp nhưng không được Giáo hội Phật giáo chấp thuận.
Bà cũng là người đứng ra vận động thành lập các cô nhi viện lớn ở Huế, Đà Nẵng, Nha Trang, Bình Thuận, Sài Gòn... để chăm nom trẻ mồ côi, trẻ nạn nhân chiến tranh. Hoạt động từ thiện cứu giúp đồng bào nghèo khổ, hoạn nạn diễn ra gần như suốt cả cuộc đời bà.
Sau khi nhiều vị lãnh đạo Phật giáo ở chùa Từ Đàm (Huế) và chùa Xá Lợi (Sài Gòn) bị bắt giam, bọn lính lùng bắt bà ráo riết nhưng không thấy đâu, mặc dù bà vẫn ở trong chùa Hồng Ân. Bà con bảo nhau là bà được Đức Phật che chở; nay đọc hồi ký thì quả là những ngày đó bà "ngồi trì chú Đại bi ở trước bàn Phật của chùa Hồng Ân".
Và bà đã kể lại: "Một số trong bọn chúng biết mặt tôi, thấy tôi ngồi nhắm mắt, chúng nói với nhau: "Chính bà ấy đó!", nhưng có người khác lại nói: "Anh ngu lắm, bà ấy đâu dám ngồi đó, phải đi tìm khắp các hang, các hố…". Lúc bấy giờ, tôi chỉ còn cách nhờ Phật che chở bằng lối trì chú Mật tôn, mà thật đã năm ngày như vậy, nó vẫn chưa bắt được tôi…".

## Hậu vận
Năm 1978 sau một cơn bệnh bà đã an nhiên thị tịch. Mặc dù già bệnh, tinh thần bà luôn minh mẫn cho đến giây phút cuối, mỗi khi ai có việc quan trọng đến thỉnh ý, sư bà Diệu Không đều dạy những lời khuyên hết sức sáng suốt. Cách 2 tháng trước khi qua đời, Sư còn phát tâm cúng dường cơ sở Hồng Đức cho Giáo hội để sử dụng trong việc đào tạo Tăng tài. Bà, Hồ Thị Hạnh viên tịch vào lúc 2 giờ khuya ngày 22 tháng 8 năm Đinh Sửu tức 23 tháng 9 năm 1997, hưởng thọ 92 tuổi đời, 53 hạ lạp.